# Palazzo Nunziante

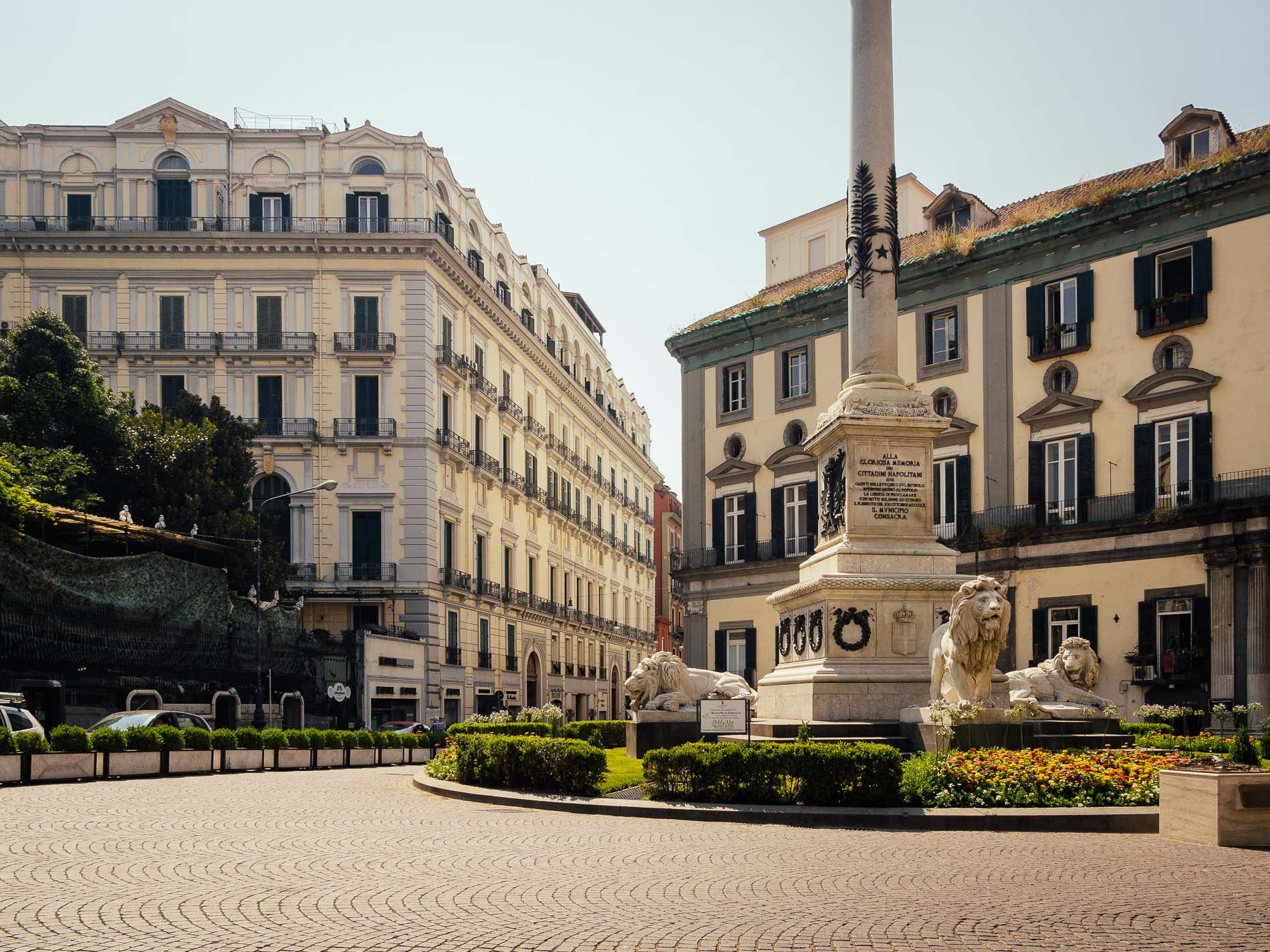
Palazzo Nunziante in Neapel an der Piazza dei Martiri (links)

Der Palazzo Nunziante ist ein klassizistischer Palast aus dem 19. Jahrhundert im Viertel Chiaia in Neapel in der italienischen Region Kampanien. Er liegt in der Via Domenico Morelli, 7.

## Geschichte und Beschreibung
Der imposante Palast, den General Alessandro Nunziante 1855 dem Architekten Errico Alvino in Auftrag gab, liegt an der Via Domenico Morelli mit einer Fassade, die einen zwei Stockwerke hohen Sockel aus glattem Bossenwerk und einen Mittelteil hat, der nach klassischer Ordnung in drei Teile geteilt ist. An der Fassade gibt es auch zwei große Portale, die sich, wie der Sockel, über zwei Stockwerke erstrecken.
Die Rückfront des Palastes zeigt zur Piazzetta Santa Maria Cappella Vecchia, die einst der Innenhof der gleichnamigen Kirche war.
Rechts der Eingangshalle kann man die prächtige Repräsentationstreppe, verziert mit Statuen, hinaufsteigen, die zum ersten Obergeschoss führt, wo sich der Festsalon befindet, der von Vincenzo Paliotti (1831–1894) mit Fresken bemalt wurde.
Im Palast ist außerdem die Privatkapelle der Familie enthalten, die Werke von Domenico Morelli, Paolo Vetri und Antonio Busciolano, sowie ein Gemälde von Paolo de Matteis enthält; letzteres findet sich in der kleinen Sakristei – es hing einst ursprünglich in der nicht mehr existierenden Abbazia a Capella Nuova.

## Bildergalerie

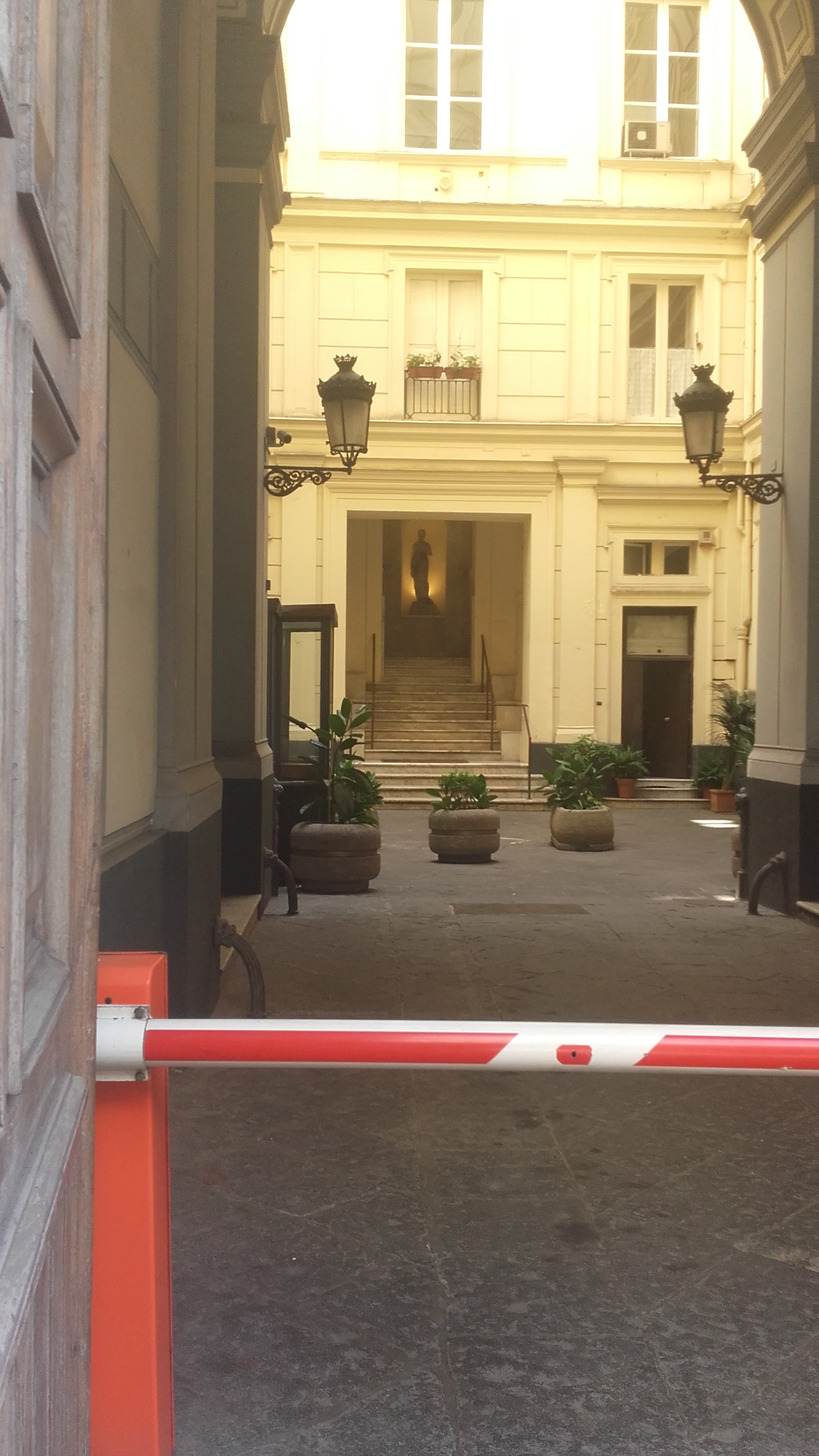
Der Hauptinnenhof
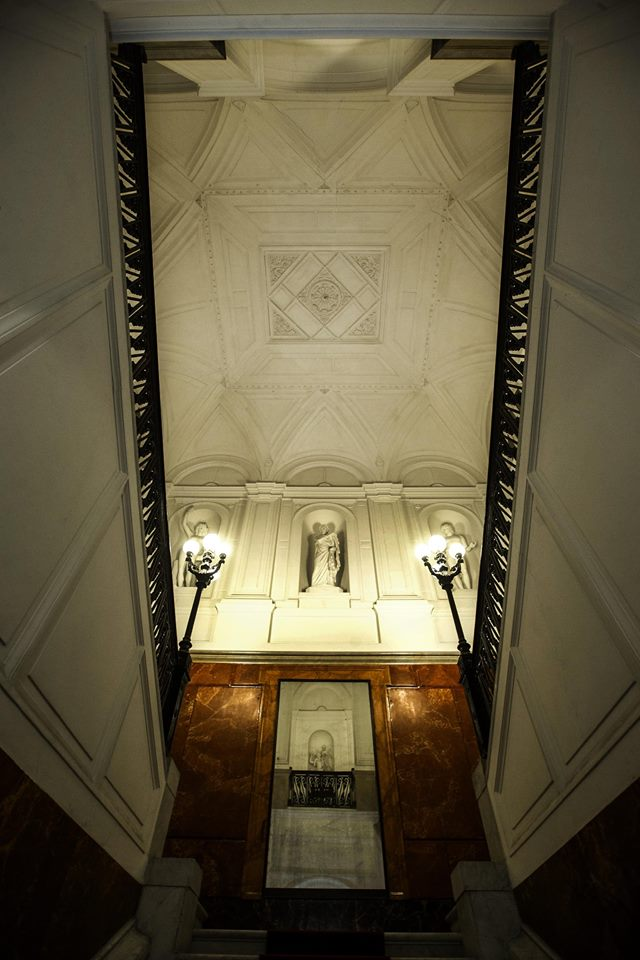
Die Monumentaltreppe
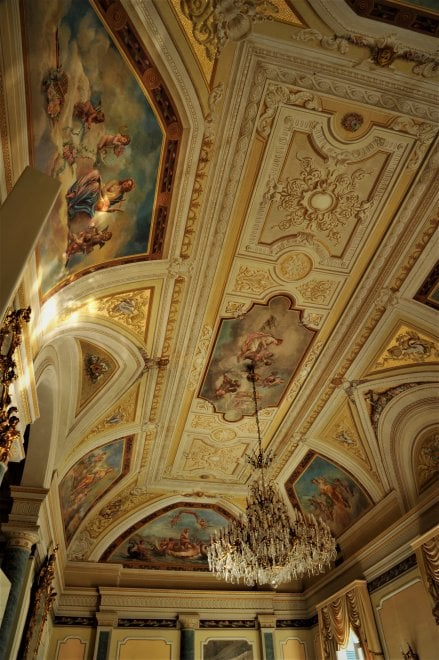
Der Festsalon